# لانتانا غثة
لانتانا غثة (الاسم العلمي: Lantana strigosa) هي نوع نباتي يتبع جنس اللانتانا من فصيلة اللويزية.